# Harold Webb
Harold Harvey Webb (ur. 12 września 1931 w Jacksonville, zm. 4 sierpnia 2008 w Colorado Springs) – amerykański uczestnik wojny koreańskiej, potem polski lektor języka i dziennikarz, wreszcie znów obywatel amerykański.

## Życiorys
Jego ojciec był stolarzem, wychowywał syna samotnie po przedwczesnej śmierci żony. Siostrę Harolda wychowywali inni członkowie rodziny. Nie zaliczywszy dwóch przedmiotów w dziewiątej klasie Gimnazjum Westgate na przedmieściach West Palm Beach, porzucił szkołę w wieku szesnastu lat i podjął pracę, najpierw w firmie produkującej lustra weneckie, potem w zakładzie blacharskim w Miami. 2 sierpnia 1949 zaciągnął się do armii, po wybuchu wojny koreańskiej z pierwszymi amerykańskimi oddziałami został jako kucharz wysłany do Korei.
1 grudnia 1950 r. jego oddział został otoczony powyżej 38. równoleżnika, który dzieli Koreę Północną od Korei Południowej. Trafił do niewoli, w trakcie której w obozie jenieckim w Songgongni został poddany praniu mózgu. Zimą 1953 roku, w trakcie zawieszenia broni, jeńcy zostali przewiezieni do kompleksu w pobliżu Panmundżom, gdzie odbywały się rozmowy pokojowe. W styczniu 1954 r., wraz z dwudziestoma innymi żołnierzami, odrzucił ostatni apel władz amerykańskich o powrót do USA. 24 lutego 1954 pociąg wiozący 21 amerykańskich uciekinierów przekroczył w drodze do Chin graniczną rzekę Jalu.
Ukończył anglistykę na uniwersytecie w Wuchan. W 1960 r. poznawszy w Chinach kilkoro polskich studentów, ożenił się z Polką i przeniósł do Polski. Zamieszkał z żoną w Katowicach. W 1966 urodziła mu się córka Maria. Od początku lat sześćdziesiątych XX wieku pracował w Ośrodku Nauki Języków Obcych przy Związku Nauczycielstwa Polskiego, ucząc angielskiego dorosłych i dzieci. Metoda nauczania była oryginalna, bo sam na zajęciach nie mówił w ogóle po polsku.
W 1968 r. rozwiódł się i ożenił ponownie. W 1970 r. za radą przyjaciół przyjął obywatelstwo polskie, aby chronić swoją żonę i mającą się urodzić drugą córkę. Jako zadeklarowany komunista, odczuwał zagrożenie w związku z sytuacją polityczną w Polsce, która doprowadziła do wydarzeń grudniowych. Z żoną Eleonorą miał dwie córki Katarzynę (1970–2010) oraz Jolantę.
W latach siedemdziesiątych XX wieku publikował krytyczne artykuły na temat Stanów Zjednoczonych w Trybunie Robotniczej.
Na podstawie tymczasowej wizy wrócił, na zaproszenie siostry, do Stanów Zjednoczonych w 1986 r. i poprosił Departament Stanu o możliwość pozostania. Na ręce konsula polskiego w Chicago złożył rezygnację z polskiego obywatelstwa. Jego historia stała się głośna w USA, nowojorski zespół Youth Defense League poświęcił mu piosenkę Turncoat (zdrajca). Początkowo władze federalne odrzuciły jego wniosek, ale cofnęły decyzję w 1988 roku. Sprowadził żonę i dwie młodsze córki i zamieszkali na Florydzie. W ostatnich latach życia bardzo zapadł na zdrowiu, przeszedł nawet kilka wylewów.
Historię Webba i jego kolegów przedstawił Shui-Bo Wang w 2005 roku w filmie They Chose China (Wybrali Chiny).
15 maja 2006 został przez sąd w St. Lucie na Florydzie uznany za winnego czynów o charakterze seksualnym.